# Вокальний цикл
Вокальний цикл (нім. liederkreis, liederzyklus, англ. song cycle) — цикл пісень або романсів, об'єднаних спільною поетичною ідеєю. Остання може бути втілена різними виразовими засобами, наприклад, системою лейтмотивів, схожими гармонійними і ритмічними формулами тощо. Вокальні цикли часом важко відрізнити від звичайних збірок пісень, яким композитори часто надають ознак цілісності.

## Коротка характеристика
Першим вокальним циклом в історії музики часто вважають твір «До далекої коханої» Людвіга ван Бетовена (1816). Але рівночасно існує думка, що твір Бетовена не відповідає ознакам вокального циклу, в теперішньому нашому розумінні. То ж фактично початок цього жанру поклав Франц Шуберт своїми вокальними циклами «Прекрасна мельничиха» і «Зимовий шлях».
У першій половині XIX сторіччя жанр був освоєний також іншим композитором-романтиком — Робертом Шуманом («Любов поета»). Слідом за Шубертом і Шуманом вокальні цикли писали й інші композитори, зокрема Михайло Глінка («Прощання з Петербургом»).
До середини XIX сторіччя всі вокальні цикли писалися для голосу в супроводі фортеп'яно. Перший вокальний цикл з оркестровим супроводом — «П'ять пісень на вірші Матільди Везендонк» Ріхарда Вагнера (існує і версія з фортеп'янним супроводом). Вокальні цикли для голосу і оркестру на межі XIX і XX століть писав Густав Малер («Пісні мандрівного підмайстра», «Чарівний ріг хлопчика» та інші)
У XX сторіччі вокальні цикли писали Луїджі Даллапіккола, Аріберт Райман, Кароль Шимановський, Дмитро Шостакович, Вітольд Лютославський і інші композитори.
В українській музиці вокальні цикли: Я. Степовий «Барвінки», Ю. Мейтус «Кобзареві», Л. Дичко «Пастелі» та «Енгармонійне» тощо.

## Проблеми терміна і поняття
Хоча термін «liederzyklus» стали вживати в XIX сторіччі, деякі вчені вважають, що поняття вокального циклу утворилося набагато раніше, і тому можливе його ретроспективне застосування. Відтак, Сюзан Юенс (в статті «Song cycle» з Музичного словника Грова) називає вокальними циклами «Венера Кранцлей» Й. Г. Шейна («Venus Kräntzlein», 1609) і «Musicalische Kürbs-Hütte» Г. Альберта (1645), оскільки п'єси першого об'єднані темою дослідження любові (англ. exploraion of love), а другого — темою смерті. З іншого боку, автор фундаментальної статті «Zyklus» в MGG2  Людвіґ Фіншер застерігає від надмірно широкого вживання терміна, при якому термінологічна відмінність вокального циклу від тематичного збірника пісень нівелюється: «... практично кожен пісенний збірник XIX—XX ст. можна назвати вокальним циклом, оскільки з часів Шуберта і Льове більшість композиторів пильно стежили за тим, щоб композиція пісенного опусу була змістовно осмисленою». Результатом групування віршів стає «мережа відносин» формально або навіть змістовно пов'язаних текстів (одного або декількох поетів), проте ця циклічність може відноситься тільки до текстів (тобто залишатися без специфічно музичних ознак циклу).